# Herbert Gruhl

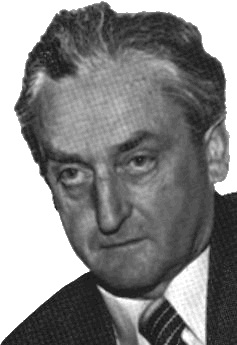
Herbert Gruhl (1921-1993)

Herbert Gruhl (Gnaschwitz 22 oktober 1921 - Regensburg 26 juni 1993) was een Duits politicus (CDU, GAZ/GRÜNE, ÖDP, UÖD), milieubeschermer en schrijver.

## Biografie
Hij studeerde germanistiek, geschiedenis en filosofie aan de Vrije Universiteit Berlijn en promoveerde in 1957. Nadien was hij werkzaam in het bedrijfsleven en politiek actief voor de CDU in Hannover. Bij de Bondsdagverkiezingen van 1969 werd hij in Bondsdag gekozen. Als Bondsdaglid hield hij zich o.a. bezig met natuur- en milieubeheer en deed hij zich kennen als een scherp criticus van kernenergie en ongebreidelde economische groei. In 1972 was hij betrokken bij het opstellen van de milieuparagraaf van het CDU verkiezingsprogramma. Van 1975 tot 1977 was hij de (eerste) voorzitter van de natuurbeschermingsorganisatie Bund für Umwelt- und Naturschutz Deutschland (BUND).

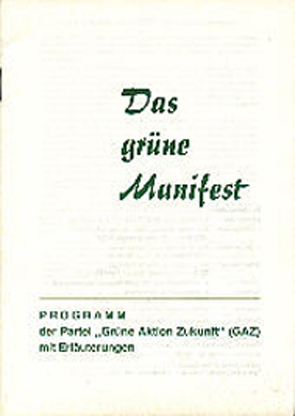
Das Grüne Manifest

In 1975 verscheen van zijn hand het boek Ein Planet wird geplündert – Die Schreckensbilanz unserer Politik waarin hij zich afzette tegen overconsumptie en de negatieve kanten van economische groei voor de aarde belichtte. Dit boek werd een bestseller. Tussen hem en de CDU ontstond in de tussentijd een steeds groter wordende kloof en in 1978 zegde hij zijn lidmaatschap van de CDU op. Hij behield zijn zetel in de Bondsdag en op 31 juli 1978 richtte hij een nieuwe politieke partij op: Grüne Aktion Zukunft (GAZ). Gruhl werd hiermee het eerste lid van de Bondsdag die lid was van een groene partij. Das Grüne Manifest, een programma voor groene politiek, verscheen in 1978 en was grotendeels van de hand van Gruhl. Samenwerking met andere groene partijen verliep echter moeizaam: Gruhl en zijn GAZ waren conservatief en wezen een verdere democratisering van de samenleving van de hand. In 1980 was Gruhl een van de oprichters van Die Grünen, met als gevolg dat GAZ opging in de nieuwe partij. Gruhl behoorde tot de behoudende vleugel van Die Grünen en verzette zich tegen de in zijn ogen toenemende invloed van de linkervleugel van die partij. Bovendien vond hij dat de partij zich in materialistische zin ontwikkelde. Pogingen om een werkgemeenschap van conservatieve groenen binnen Die Grünen van de grond te krijgen mislukten in 1981 traden Guhl en zijn medestanders uit de partij om in januari 1982 de Ökologisch-Demokratische Partei op te richten. Tot 1989 gaf Gruhl leiding aan deze partij. In 1990 trad hij na meningsverschillen over de partijkoers uit de ÖDP en richtte de Arbeitskreis Ökologische Politik op die kort daarop werd omgevormd door de partijpolitiek onafhankelijke organisatie Unabhängige Ökologen Deutschlands (UÖD).
Gruhl, die getrouwd was en vier kinderen had, overleed op 71-jarige leeftijd, op 26 juni 1993.

## Onderscheidingen
- Bundesverdienstkreuz am Bande (1991)

## Werken
- 1975: Ein Planet wird geplündert. Die Schreckensbilanz unserer Politik. S. Fischer, Ffm. 1975–77 (160. Tsd.). Fischer-TB, 1978–1992 (164. Tsd.), ISBN 3-596240069.
- 1982: Das irdische Gleichgewicht. Ökologie unseres Daseins. Verlag Hans Erb, Düsseldorf 1982. TBA: dtv, München 1985, ISBN 3-423104198.
- 1984: Glücklich... Zeugnisse ökologischer Weltsicht aus vier Jahrtausenden. Verlag Hans Erb, 1984. Mit akt. Vorwort: Ullstein-Sachbuch, 1989, ISBN 3-548346057.[1]
- 1986: Der atomare Selbstmord. Herbig-Verlag, München 1986. Erweitert und mit aktuellem Vorwort: Ullstein-Sachbuch, 1988, ISBN 3-548344569.[2]
- 1987: Überleben ist alles. Erinnerungen. (Autobiografie). Herbig, München 1987. Ullstein-Sachbuch, 1990, ISBN 3-548346626.
- 1992: Himmelfahrt ins Nichts. Der geplünderte Planet vor dem Ende. 432 Seiten, Verlag Langen-Müller, München 1992, ISBN 3-784423965,

## Verwijzingen
- Bibliothèque nationale de France: cb123147331 (data)
- CiNii: DA01335310
- Gemeinsame Normdatei: 118825917
- International Standard Name Identifier: 0000 0001 0925 4291
- Library of Congress Control Number: n83140175
- Nationale Bibliotheek van Letland: 000215934
- MusicBrainz: 21db015d-1059-455e-9095-518e1e240588
- Bibliotheek van het Japanse parlement: 00441871
- Nationale Bibliotheek van Tsjechië: uk2010572154
- Nationale Bibliotheek van Polen: a0000002299439
- Nederlandse Thesaurus van Auteursnamen: 069750874
- Système universitaire de documentation: 032041918
- Trove: 1041591
- Virtual International Authority File: 93101189
- WorldCat: E39PBJcGmWFK8Rxvrqkfd68Hmd